# Fernando de Almeida (arqueólogo)
D. Fernando António de Almeida e Silva Saldanha (Fundão, 28 de Novembro de 1903 — Lisboa, 28 de Janeiro de 1979) foi um arqueólogo, historiador e médico português.

## Biografia

### Nascimento e formação
Nasceu na vila do Fundão, a 28 de Novembro de 1903.
Concluiu os estudos secundários em Coimbra, e depois frequentou a Faculdade de Medicina de Lisboa, onde concluiu o curso com distinção, aos 23 anos. Continuou depois a sua formação nos cursos de Medicina Sanitária, Hidrologia e Climatologia, ao mesmo tempo que se especializou em Ginecologia e obstetrícia. Em 1953, concluiu o curso de Ciências Histórico-Filosóficas na Faculdade de Letras de Lisboa. Entre os periódicos nas quais colaborou, contam-se o Olisipo, do Grupo de Amigos de Lisboa, onde também exerceu como presidente da Assembleia Geral.

### Carreira
Destacou-se tanto nos campos da medicina como da arqueologia, tendo participado em várias conferências, reuniões e congressos, e deixado uma vasta obra publicada, tanto na imprensa como em livros e folhetos. Só no campo da medicina, deixou mais de uma centena de obras escritas. Fez várias viagens científicas, tanto no interior do país como no estrangeiro. Exerceu igualmente como professor catedrático. Foi membro de várias instituições médicas e arqueológicas de renome. Foi o 3º diretor do Museu Nacional de Arqueologia no período de 12 de dezembro de 1966 a 28 de novembro de 1973. Foi também diretor do Museu Francisco Tavares Proença Júnior, em Castelo Branco, onde foi criada uma biblioteca em 1985, na sequência da doação do espólio bibliográfico, a que foi dada o seu nome.

### Falecimento
Morreu em 28 de Janeiro de 1979, na cidade de Lisboa.

## Livros e artigos publicados
- Terminus augustalis entre Talábriga e Langóbriga (1953)
- Pedras Visigodas de Vera Cruz de Marmelar (1954)
- Monumentos e edifícios notáveis do distrito de Lisboa (1973-1979)
- Egitânia: história e arqueologia (1956)
- Placas de xisto antropomórfico do Museu Lapidar Igiditano, Idanha-a-Velha (Revista de Guimarães, 1956)
- Antiguidades de Monsanto da Beira (Revista de Guimarães, 1956)
- Notas sobre as primeiras escavações em Idanha-a-Velha (1957)
- A necrópole céltico-romana de Idanha-a-Velha (1957)
- Pedras visigodas de Lisboa (Revista de Guimarães, 1958)
- Duas sepulturas megalíticas dos arredores de Idanha-a-Velha (Revista de Guimarães, 1958)
- Placas de xisto antropomorfas do museu lapidar igeditano: Idanha-a-Velha (com Octávio da Veiga Ferreira) (1958).
- Escavações em Odrinha (1958)
- Antiguidades de Torres Novas. 2.ª Parte. Estação pré-histórica das Lapas (Revista de Guimarães, 1959)
- Arte visigótica em Portugal (O Arqueólogo Português, 1962)
- Notícia de mosaicos romanos em Odrinhas (Revista de Guimarães, 1962)
- Duas inscrições romanas inéditas do Museu de Marvão (Revista de Guimarães, 1962)
- Nota sobre os restos do circo romano de Miróbriga dos célticos, Santiago do Cacém (Revista de Guimarães, 1963)
- Ruínas de Miróbriga dos Célticos (Santiago do Cacém) (1964)
- O baptisterio paleocristão de Idanha-a-Velha (Portugal) (Boletín del Seminario de Estudios de Arte y Arqueología, 1965)
- S. Giáo, descoberta e estudo arqueológico de um templo cristáo-visigótico na regiáo de Nazaré (com E. Borges García) (Arqueologia e História, 1966)
- Un 'palatium episcopi' do séc. VI em Idanha-a-Velha (Portugal) (1966)
- Igreja visigótica de S. Giáo (Estremadura-Portugal): Campanha de escavacóes durante agosto de 1965 (1966)
- Pedras visigóticas em Soure (Ethnos - Revista do Instituto Português de Arqueologia, 1966)
- A Estratigrafia observada no local do "balineum" lusitano-romano da Egitânia (Revista de Guimarães, 1966)
- Mais pedras visigóticas de Lisboa e do grupo lusitánico (Arquivo de Beja, 1967)
- Anastilose e distilose nos monumentos antigos (1968)
- Conferência. O santuário romano, campestre, de Miróbriga dos célticos (Revista de Guimarães, 1968)
- Iglesia visigótica de S. Giâo (com E. Borges García) (1969)
- Estação pré-histórica de Pragaes-Alcaria, Porto de Mós (Revista de Guimarães, 1970)
- Mais uma "flamínica" na bacia do Sado (Revista de Guimarães, 1970)
- Novas inscrições paleocristãs do Museu Arqueológico de S. Miguel de Odrinhas (Revista Portuguesa de História, 1971)
- Notes sur quelques monuments paléochrétiens du Portugal (com J. L. Martins de Matos) (1972)
- L'art wisigothique au Portugal (1974)
- As ruinas da chamada ponte romana de Mértola (Portugal) (1976)
- Breves palavras sobre arqueologia de Rio Maior (Revista de Guimarães, 1978)
- As ruínas romanas e visigóticas de Idanha-a-Velha (1978)